# Pastor de Europa del Este
El Pastor de Europa del este (en ruso: Восточноевропейская овчарка; también llamado Pastor europeo oriental) es una raza de perro pastor creada a partir del cruce de pastor alemán con perros de tipo Husky de origen ruso en los años 1930 para conseguir camadas resistentes al frío extremo y para uso militar.
En el ADN de la raza actual se encuentran trazas de Laika de Siberia del Este y Pastor alemán, heredadas de la entrada del Ejército Rojo en Alemania durante el fin de la Segunda Guerra Mundial.
Se trata de una raza canina poco popular y apenas conocida en países occidentales.

## Apariencia
Es de tamaño mayor que un pastor alemán: hembras entre 58 y 66 cm a la cruz y machos entre 66 y 71 cm.

## Reconocimiento
El Pastor de Europa del Este está reconocido por el "Dog Registry of America", la Federación cinológica rusa y el Continental Kennel Club.